# Christian Pommerenke
Christian Pommerenke (Kopenhagen, 17 de dezembro de 1933 – 18 de agosto de 2024) foi um matemático dinamarquês, que trabalhou com análise complexa.

## Carreira
Pommerenke estudou a partir de 1954 na Universidade de Göttingen, onde obteve o diploma em 1957 e um doutorado em 1959, orientado por Carl Ludwig Siegel, com a tese Über die Gleichverteilung von Gitterpunkten auf m- dimensionalen Ellipsoiden. A partir de 1958 foi assistente e após a habilitação Privatdozent em Göttingen. Em 1961/1962 foi professor assistente na Universidade de Michigan em Ann Arbor. Em 1962/1963 lecionou na Universidade Harvard e em 1965 a 1967 no Imperial College London como professor visitante. Desde 1967 foi professor da Universidade Técnica de Berlim, onde aposentou-se.
Pommerenke trabalhou dentre outros com biholomorfismo. Logo após a publicação da prova da conjectura de Bieberbach em 1985 por Louis de Branges de Bourcia encontrou simplificações da mesma.

## Obras
- Univalent Functions, Vandenhoeck und Ruprecht, Göttingen 1975
- Boundary Behaviour of conformal maps, Grundlehren der mathematischen Wissenschaften 1992